# Шатолен (округ)
Шатолен (фр. Châteaulin) — округ (фр. Arrondissement) во Франции, один из округов в регионе Бретань. Департамент округа — Финистер. Супрефектура — Шатолен.
Население округа на 2019 год составляло 81 058 человек. Плотность населения составляет 46 чел./км². Площадь округа составляет 1 756,5 км².

## Кантоны округа
Кантоны округа Шатолен (с 1 января 2017 года):
- Бриек (частично)
- Каре-Плугер
- Крозон (частично)
- Пон-де-Бюи-ле-Кимерк (частично)

Кантоны округа Шатолен (с 22 марта 2015 года до 31 декабря 2016 года):
- Бриек (частично)
- Дуарнене (частично)
- Каре-Плугер
- Кемпер-1 (частично)
- Крозон
- Пон-де-Бюи-ле-Кимерк (частично)

Кантоны округа Шатолен (до 22 марта 2015 года):
- Каре-Плугер
- Крозон
- Ле-Фау
- Плебен
- Шатолен
- Шатонёф-дю-Фау
- Юэльгоа